# 米爾斯通鎮區 (新澤西州)
米爾斯通鎮區（英語：Millstone Township）是位於美國新澤西州蒙茅斯縣的一個鎮區。

## 地方資料
米爾斯通鎮區的面積為96.30平方千米，當中陸地面積為94.81平方千米，而水域面積為1.49平方千米。根據2020年美國人口普查的數據，當地共有人口10376人，而人口密度為每平方千米107.75人。